# Oreophryne celebensis
Oreophryne celebensis là một loài ếch trong họ Nhái bầu. Chúng là loài đặc hữu của Indonesia.
Môi trường sống tự nhiên của chúng là các khu rừng vùng núi ẩm nhiệt đới hoặc cận nhiệt đới. Loài này đang bị đe dọa do mất môi trường sống.